# Fucile a ripetizione

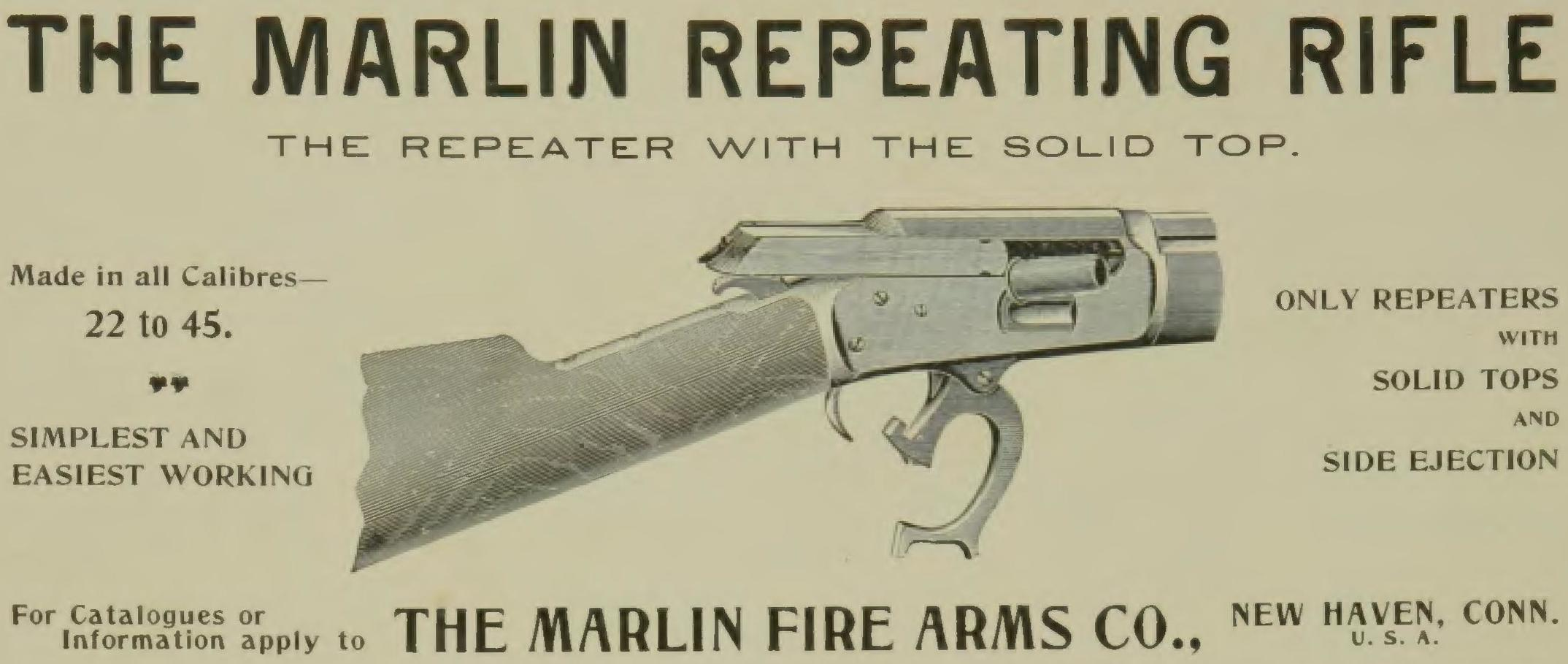
Fucile a ripetizione Marlin

Il fucile a ripetizione (semplice o automatica) è un fucile in grado di sparare diversi colpi in modo consecutivo, senza dover ricaricare ogni volta, come il fucile monocolpo o quello ad avancarica. La sua meccanica consente una rapida ricarica della munizione in camera, il riarmamento dello scatto e la ripetizione del colpo in un breve lasso di tempo, prelevando la nuova cartuccia da un serbatorio di riserva posto nell'arma, oppure da un magazzino estraibile agganciato ad essa.
Nell'uso comune del termine è possibile cadere nell'errore di considerare il fucile a ripetizione, solo quello ad azione manuale, rispetto a quello ad azione automatica; tuttavia, tutte le armi da fuoco autocaricanti sono tecnicamente una sottocategoria delle armi da fuoco a ripetizione.

## Contesto

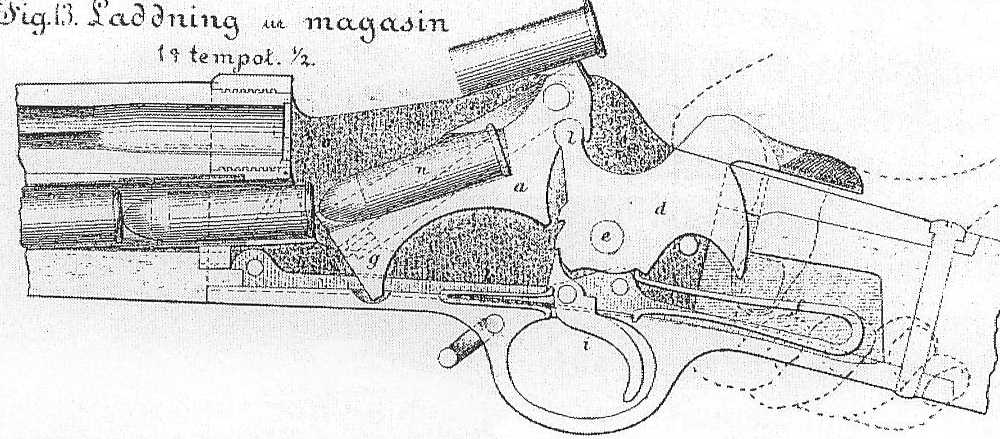
Fucile Krag-Petersson M1876. Disegno tecnico tratto dal manuale di istruzioni per la Reale Marina norvegese.

Il fucile a ripetizione ha rappresentato un significativo progresso che fu evidente nel combattimento militare, poiché ha consentito una cadenza di tiro molto maggiore. Alcune fonti parlano di esordio nella Guerra civile americana durante i primi anni 1860, ma già nel 1700 si usava un fucile ad aria compressa per ottenere la ripetizione: il fucile Windbüchse. 
E può stupire la (storica) ritrosia delle autorità militari nel adottare i fucili a ripetizione, non appena disponibili. Trascurando i difetti oggettivi che inizialmente queste armi (come qualunque prodotto innovativo) potessero eventualmente presentare, bisogna dire che in genere verso gli inizi del XX secolo, gli alti comandi nutrivano una vera ossessione per lo spreco di munizioni da parte dei combattenti. Lo testimonia la frequente presenza, sulle prime armi a ripetizione, di dispositivi "cutoff", in pratica dei deviatori meccanici che escludevano dall'azione il caricatore (mantenuto di riserva per le fasi più concitate dello scontro), in modo da imporre l'inserimento in camera di un proiettile per volta. Un meccanismo simile compare anche in moderni fucili a pompa; serve per sparare occasionalmente una cartuccia di tipo diverso (ad esempio: palla singola) rispetto a quelle contenute nel caricatore (ad esempio: munizione spezzata, tipo pallini).

## Prime armi a ripetizione
- Jennings Magazine Rifle: nel 1847 Walter Hunt brevettò in Gran Bretagna un fucile a ripetizione che chiamò il "Volitional Repeater". L'avrebbe poi brevettato nuovamente negli Stati Uniti nel 1849. Aveva un caricatore tubolare sotto la canna e un meccanismo a leva per sollevare le cartucce nella camera di sparo. Non riuscendo a finanziare la fabbricazione di questo fucile, Hunt ne vendette i diritti a George Arrowsmith, un cui dipendente, Lewis Jennings, migliorò il meccanismo a leva. Courtland Palmer  formulò il primo ordine del fucile "Jennings Magazine" per il suo negozio di ferramenta: Robbins & Lawrence. Il fucile non ebbe successo commerciale dato che la munizione era un proiettile con la base incavata contenente polvere nera. La maggior parte di questi fucili fu convertita in fucili a colpo singolo. Due dipendenti di Robbins & Williams, tali Horace Smith e Daniel Wesson migliorarono il progetto e lo misero in vendita come  "Smith-Jennings Repeating Rifle".[4]
- Fucile Lagatz: una modifica del sistema Lorenzoni, inventato nel XVII secolo.[5]
- Fucile Jobard: un fucile a torretta da 14 colpi, brevettato in Belgio nel 1826 e offerto al governo nel 1835.[6][7]
- Fucile Thomson: un fucile ad acciarino a ripetizione brevettato nel 1814, che usava culatte multiple per ottenere il fuoco a ripetizione.[8]
- Colette Gravity Pistol: un'arma per tiro da sala progettata nei primi anni 1850. Malgrado sia popolarmente conosciuta come Colette Gravity Pistol, il suo inventore originale era un belga chiamato Jean Nicholas Herman.[9]
- Fucile Henry (da non confondere con il fucile a leva Henry): un fucile ad acciarino francese da 14 colpi nello stile dei fucili Kalthoff e Lorenzoni brevettato nel 1831 (riconosciuto nel 1835) da François-Antoine Henry anche se forse basato su un precedente progetto pubblicato nel 1809 dal medesimo autore.[10][11]
- Carabina auto-caricante Needham: una carabina a ripetizione presentata nel giugno 1851 alla Grand Exhibition da Joseph Needham.[12]
- Arma Dixon auto-caricante e auto-innescante: un'arma a ripetizione presentata da C. S. Dixon che vinse un premio d'argento all'Annual Fair of the American Institute nell'ottobre 1951.[13]

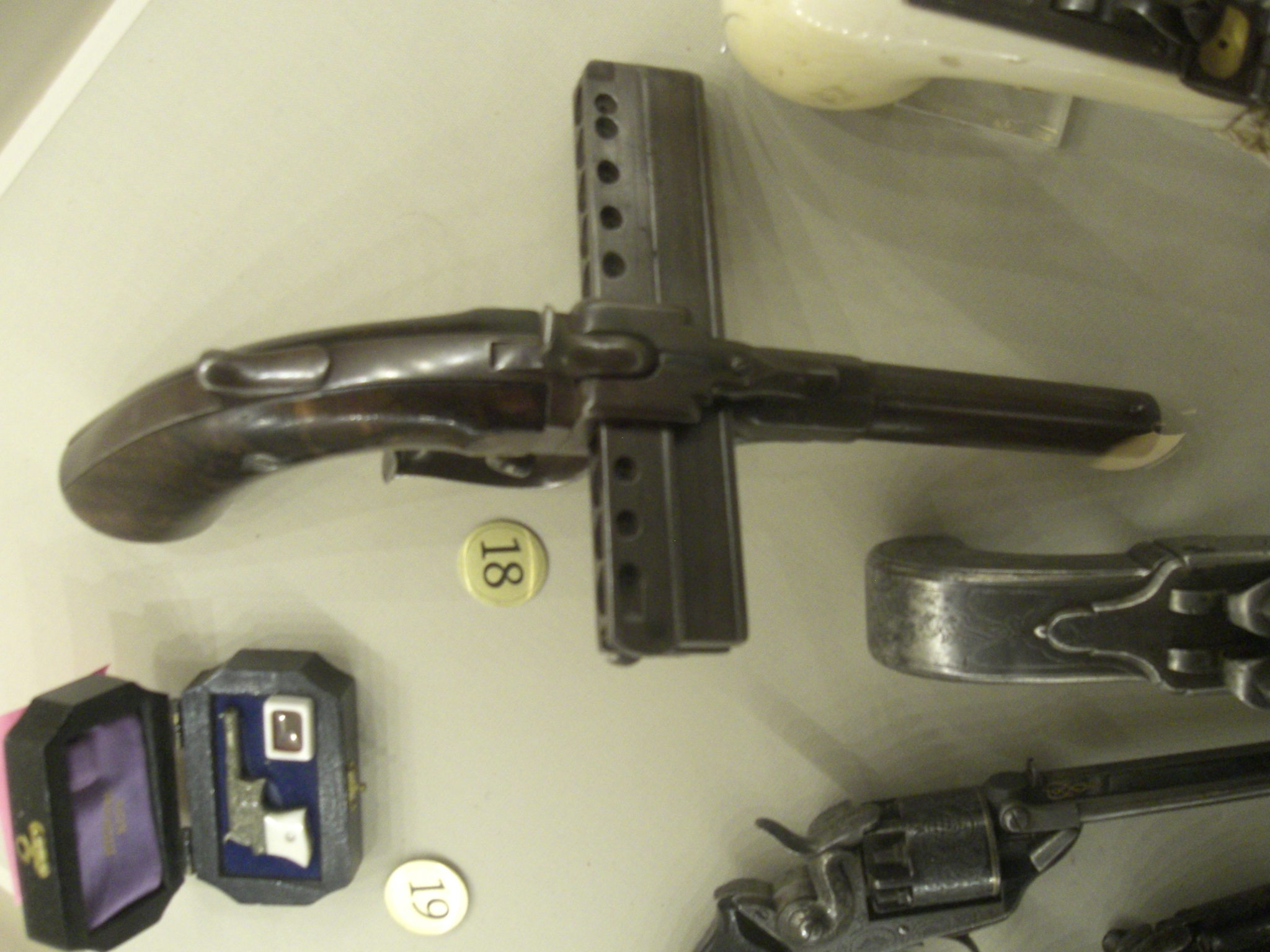
Una pistola ad armonica a 10 colpi esposta al National Firearms Museum.

- Arma Buchel a serbatoio di cartucce: la prima arma a serbatoio tubolare di cartucce ad essere brevettata negli Stati Uniti nel febbraio 1849.[14]
- Schioppo a vento Gilardoni: fucile a ripetizione ad aria compressa progettato nel 1779.
- Fucile a canna liscia a ripetizione Roper
- Fucile a ripetizione Cookson
- Fucile a ripetizione Kalthoff
- Colt revolving rifle
- Fucile a ripetizione Spencer
- Arma ad armonica

## Meccanismi per la ripetizione

### Manuali

#### Azionamento a rivoltella

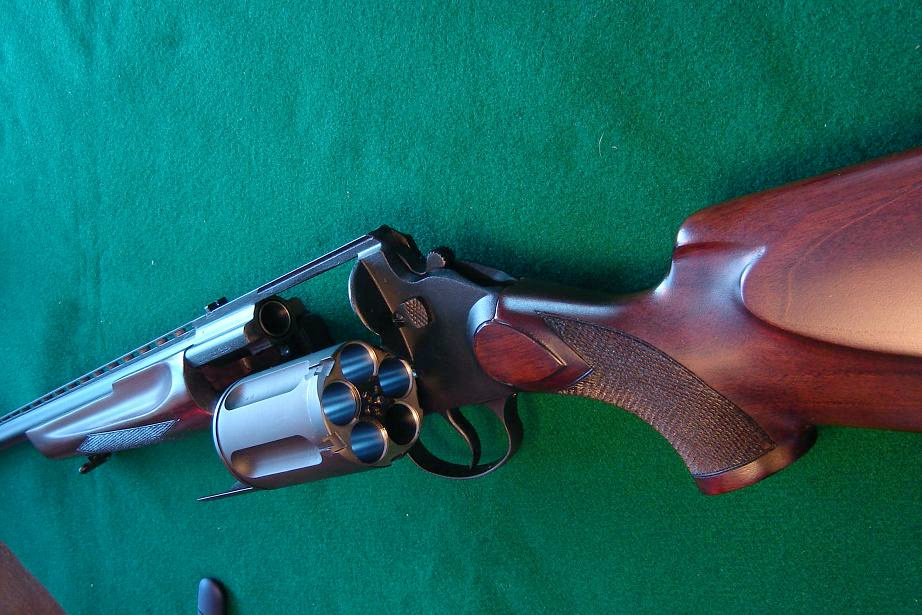
Fucile MTs255

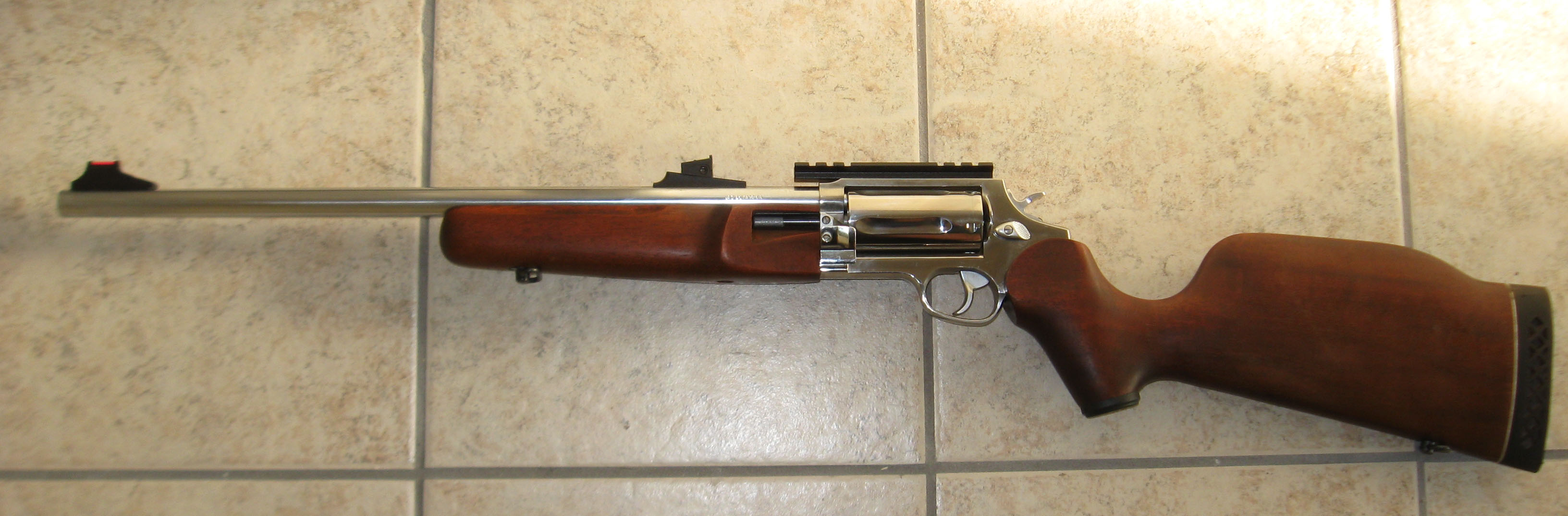
Carabina Taurus-Rossi Circuit Judge

A metà Ottocento, uno dei meccanismi utilizzati per tentare di ottenere dei fucili in grado di sparare a ripetizione fu quello sperimentato favorevolmente sulle rivoltelle; perciò nacquero dei fucili a tamburo, come nel caso del Colt New Model Revolving rifle. Sebbene questa scelta costruttiva non avesse avuto all'epoca un completo successo (in parte anche per limiti intrinseci delle cartucce a polvere nera del tempo), non mancano armi contemporanee che hanno la stessa impostazione, quali il russo MTs255 e la carabina statunitense-brasiliana Taurus/Rossi Circuit Judge. In effetti, furono costruite alcune delle prime armi lunghe con il meccanismo a rivoltella apprezzato nelle pistole, ma non ebbero vita lunga. Sebbene il movimento a rotazione andasse bene per le pistole, creava un problema sulle armi lunghe: in assenza di particolari accorgimenti per sigillare il movimento, il tamburo produce una scarica di gas vicino al volto del tiratore che spara dalla spalla, come avviene sovente con i fucili (questo inconveniente non si verificava con i revolver, che non si avvicinano al viso finché si spara).

Animazione del meccanismo a blocco cadente.

#### Azionamento a blocco cadente
Benché la maggior parte dei fucili a blocco cadente fossero azioni a colpo singolo, alcune delle prime armi a ripetizione si avvalevano di questa soluzione, tra cui il norvegese Krag–Petersson e lo statunitense Spencer. Il primo caricava da un serbatoio posto sotto la canna in stile Henry; il secondo era alimentato da un serbatoio tubolare nel calcio.

#### Azionamento a leva

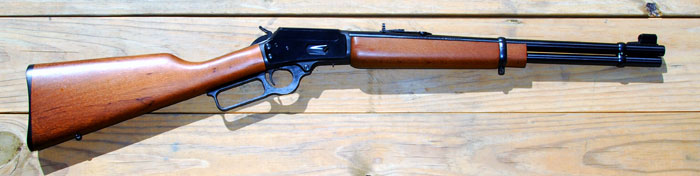
Carabina a leva Marlin Model 1894C in calibro .357 Magnum.

In una classica arma da fuoco del tipo Herny-Winchester, le cartucce sono caricate una ad una in un serbatoio tubolare parallelo e sottostante la canna. Un corto perno viene tenuto in posizione con un'azione a levetta sopra il centro. Una volta chiusa, l'azione sopra il centro impedisce l'apertura solamente con la forza del perno quando l'arma spara. Questa azione a levetta è mossa da un'impugnatura integrata nella guardia del grilletto. Quando si manovra la levetta (abbassandola e spingendola verso il vivo di volata), una molla nel serbatoio tubolare spinge in posizione una cartuccia nuova. Riportando la leva di manovra nella posizione iniziale (aderente al calcio) si "camera" la cartuccia chiudendo la culatta. Un interblocco impedisce di sparare se la levetta non è richiusa completamente. La famosa Model 1873 Winchester è paradigmatica di questa categoria. Successivi progetti a leva, come i fucili a leva Marlin e quelli ideati per la stessa Winchester da John Browning, usano uno o due meccanismi di blocco verticale, invece che un collegamento alla levetta. Esistono anche fucili lever-action alimentati da un classico caricatore "a scatola" (simile a quello usato dai fucili d'assalto) che permette l'uso di proiettili spitzer (cioè con l'ogiva appuntita, e non smussata).

#### Azionamento a pompa

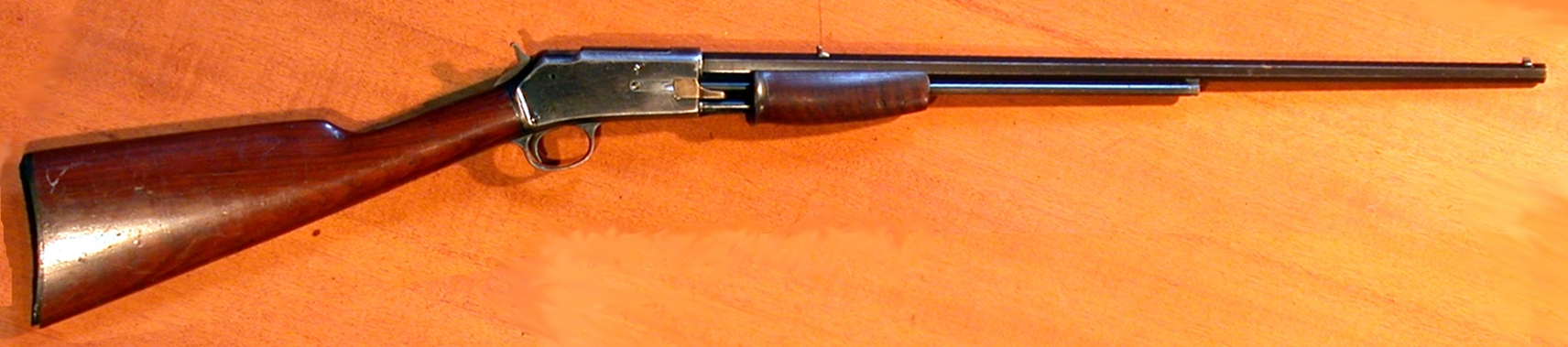
Fucile a pompa calibro .22 Colt Lightning.

In un'arma a pompa, l'azione è alimentata da un'impugnatura anteriore mobile che il tiratore tira indietro e avanti per espellere il bossolo esploso, ed estrarre e "camerare" una nuova cartuccia. Le azioni a pompa sono normalmente associata ai fucili ad anima liscia, ma la serie Remington Model 7600 è un esempio di fucile a pompa a canna rigata. I fucili a pompa sono detti anche slide-action ("azione a scorrimento"). Fucili di questo tipo sono ancora piuttosto diffusi in alcuni corpi di polizia (per lo più statunitensi) poiché è facile addestrare agenti che hanno già dimestichezza con i fucili a pompa a canna liscia.

#### Bolt action

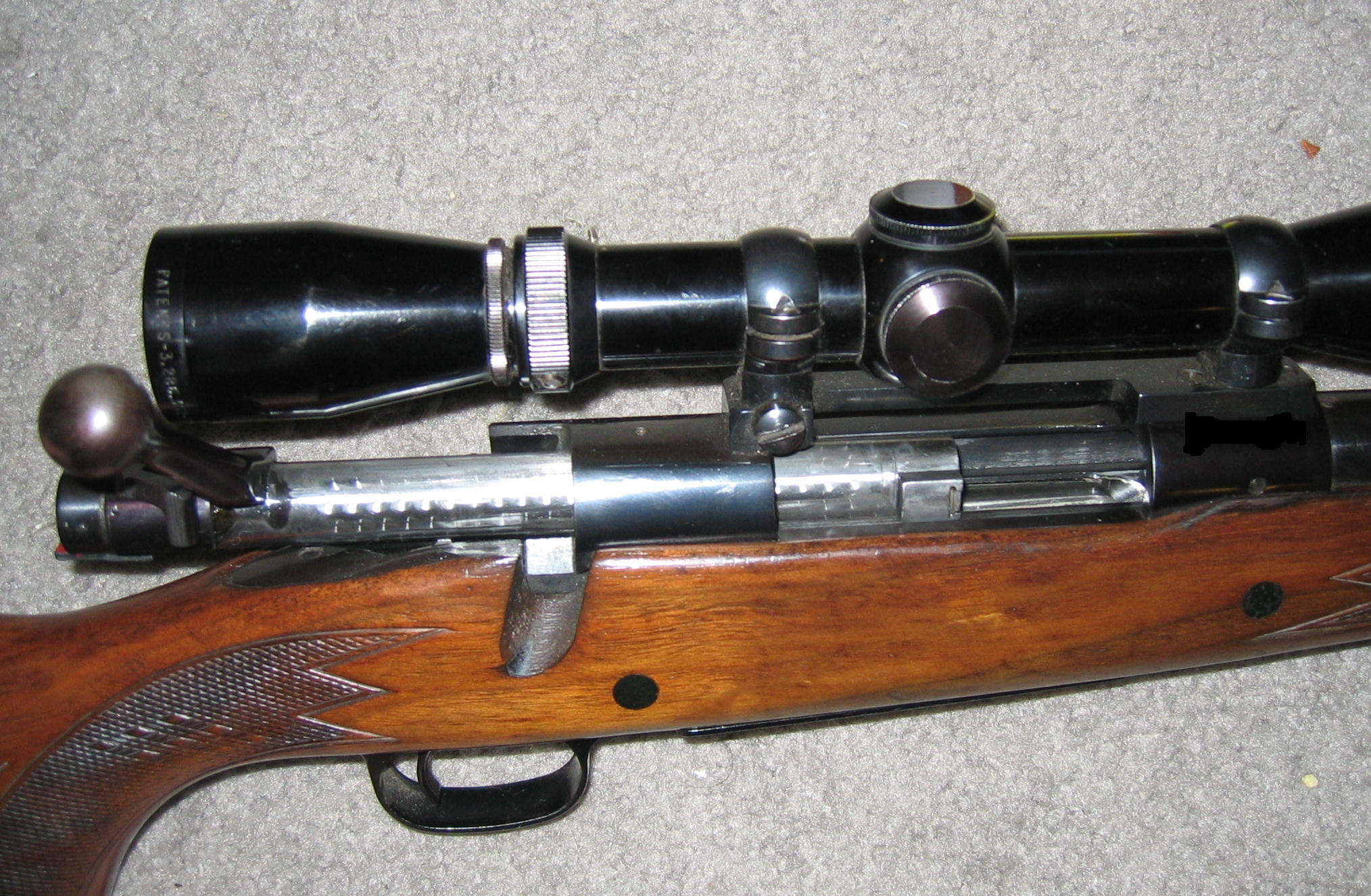
Otturatore aperto di un Winchester Model 70. L'otturatore ha la finitura a "metallo graffiato".

L'otturatore è un meccanismo che è azionato a mano per estrarre una cartuccia usata, spostare una cartuccia nuova in camera di scoppio e riarmare il percussore, preparando l'arma a sparare di nuovo. L'otturatore chiude il lato culatta della canna e contiene il percussore. L'otturatore è mantenuto al suo posto da una leva che entra giusta in una tacca. Quando si fa uscire questa leva dalla tacca l'otturatore non è più bloccato, e può essere tirato indietro. Un estrattore toglie la cartuccia usata, che poi è espulsa attraverso la fessura della leva. Una molla sul fondo del caricatore spinge in alto le cartucce di scorta, collocando quella superiore tra l'otturatore e la camera alla base della canna. Spingere avanti la leva dell'otturatore "camera" questa cartuccia e premere la leva nella tacca blocca l'otturatore e abilita il meccanismo del grilletto. Il ciclo completo dell'azione ripristina anche il percussore. Il fucile Mauser ideato a cavallo dei secoli XIX e XX è un modello bolt action tra i più noti: fu un apripista di tale tecnologia, da cui derivarono armi celebri quali lo Springfield M1903 e il Karabiner 98 Kurz (spesso abbreviato in Kar98k o semplicemente K98). Il russo Mosin-Nagant, il britannico Lee-Enfield, e il norvegese Krag-Jørgensen sono esempi di progetti bolt action alternativi.

### Automatici

#### Massa battente (blowback)

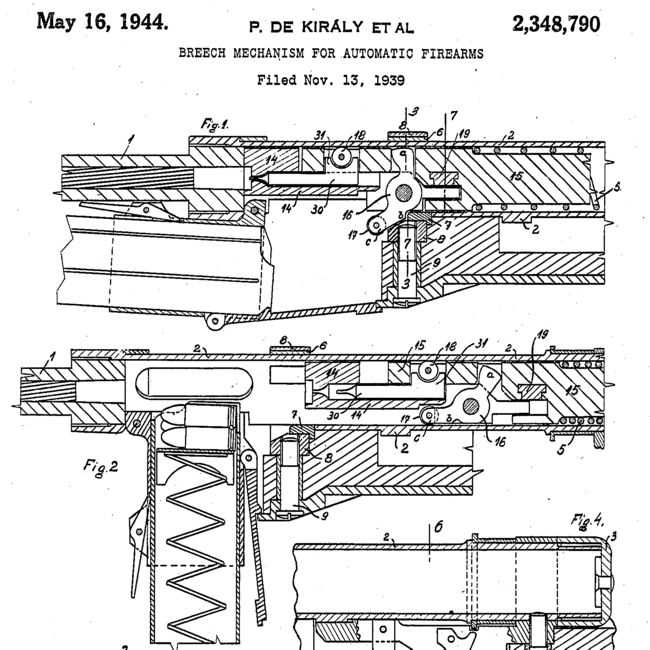
Disegno tecnico per il brevetto del mitra a massa battente Kiraly 43M.

Nel meccanismo a massa battente, l'otturatore non è realmente bloccato nel momento dello sparo. Per evitare un violento rinculo, in molte armi di questa categoria l'apertura dell'otturatore è ritardata in qualche modo. In molte armi portatili, la cartuccia è sparata mentre l'otturatore sta ancora avanzando, ed esso non si apre finché la spinta in avanti non è stata superata. Altri metodi fanno ritardare l'apertura finché due rulli non siano stati ribattuti nelle nicchie del castello che alloggia l'otturatore. L'azione a massa battente pura è semplice ed economica da fabbricare, ma è limitata nella potenza che può sopportare, perciò vi si ricorre in armi di piccolo calibro quali pistole mitragliatrici e mitra. Di converso, la massa battente ritardata, di cui è un noto esempio il fucile d'assalto francese FAMAS, può gestire cartucce più potenti ma è anche più complicata e costosa da fabbricare.

#### Corto rinculo

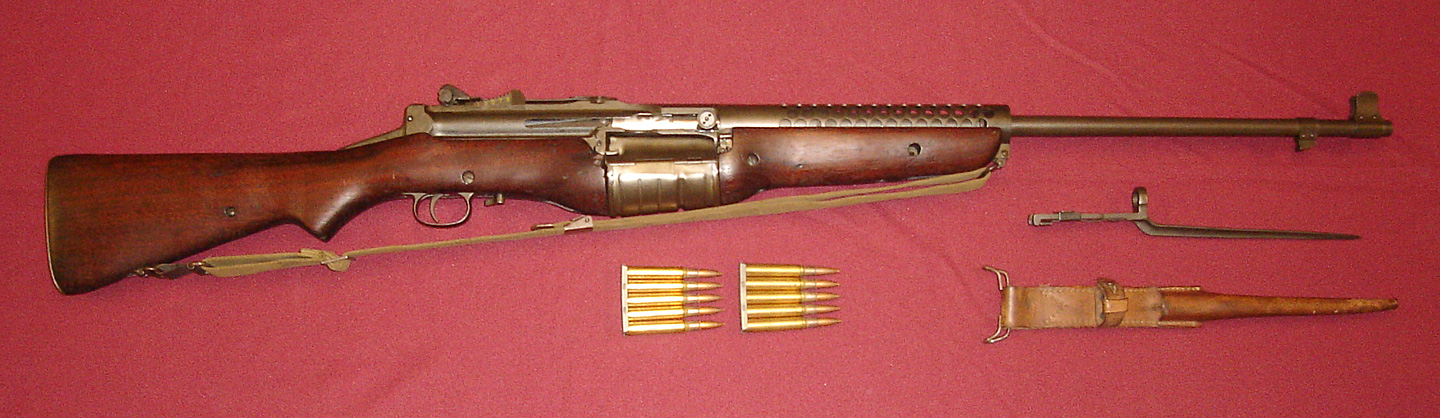
M1941 Johnson Rifle

In un'arma a corto rinculo, la culatta è bloccata, e la canna rincula nel normale ciclo di sparo. Nelle azioni a lungo rinculo, ad esempio nella fucile a canna liscia Browning Auto-5, la canna e l'otturatore rimangono bloccati per tutto il percorso del rinculo, e si separano nel ritorno; nelle azioni a corto rinculo, tipiche della maggior parte delle pistole (come nella Colt M1911), la canna rincula solo per un breve tratto prima di distaccarsi dall'otturatore.

#### Sottrazione di gas

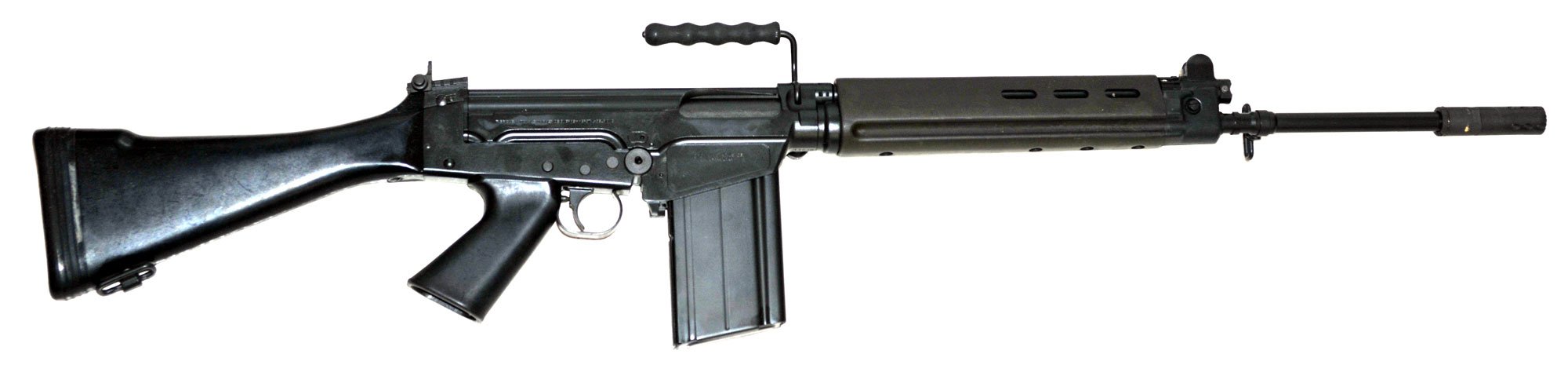
Fucile da battaglia FN FAL

In un meccanismo a sottrazione di gas, una parte dei gas che espellono il proiettile dalla canna sono estratti e usati per azionare un pistone. Il movimento di questo pistone a sua volta sblocca e attiva l'otturatore, che esegue l'estrazione della cartuccia usata e grazie ad una molla l'azione appronta la cartuccia successiva. Quasi tutti i moderni fucili militari usano meccanismi di questo tipo.